# ليفينغستون هال
ليفينغستون هال (بالإنجليزية: Livingston Hall)‏ هو مدرس أمريكي، ولد في 5 مايو 1903 في شيكاغو في الولايات المتحدة، وتوفي في 18 نوفمبر 1995 في غريت بارينغتون في الولايات المتحدة.